# 포천 초과리 오리나무
포천 초과리 오리나무(抱川 初果里 五里木)는 대한민국 경기도 포천시 관인면 초과리에 있는 천연기념물이다. 2019년 9월 5일 대한민국의 천연기념물 제555호로 지정되었다.

## 개요
'포천 초과리 오리나무'는 수고(樹高, 나무의 높이) 21.7m, 가슴높이 둘레 3.4m, 근원둘레(나무의 지표경계부 둘레) 3.93m, 수령(樹齡, 나무의 나이) 230년 이상(추정)의 나무로, 인가가 드문 초과리 마을 앞 논 한가운데 홀로 자라고 있다. 크기와 둘레 등 규격이 월등하여 희귀성이 높고, 고유의 수형을 잘 유지하고 있어 자연 학술 가치가 높다. 또한, 주민들의 쉼터로 정자목과 같은 역할을 해오는 등 지역을 대표하는 노거수(老巨樹)로서 역사성이 큰 나무다.
오리나무는 전통 혼례식 때 신랑이 가지고 가는 나무기러기, 하회탈, 나막신, 칠기의 목심(木心)을 만드는 재료로 쓰이는 등 우리의 생활문화와 밀접한 관계가 있다. 현재 우리나라에 오리나무가 천연기념물로 지정된 사례가 없는 가운데, 식물학적 대표성이나 생활문화와의 관련성에서 그 가치를 인정할 만하여 천연기념물로 지정·보호할 필요가 있다.

## 지정 사유
초과리 오리나무는 수고, 근원둘레, 수관 폭, 수령 등 규격적인 측면에서 희귀성이 높을 뿐만 아니라 고유의 수형을 잘 유지하고 있으며, 마을주민들의 쉼터로서 정자목과 같은 역할을 해오고 있는 등 자연학술적, 경관적 가치가 높다.
오리나무는 전통 혼례식 때 존안례(尊雁禮)를 위하여 신랑이 가지고 가는 나무기러기, 하회탈, 나막신, 칠기의 목심(木心) 등 한국의 생활문화와 밀접한 관계가 있다.

## 같이 보기
- 오리나무

## 참고 자료
- 포천 초과리 오리나무 - 국가유산청 국가유산포털